# Steinheim (Észak-Rajna-Vesztfália)
Steinheim település Németországban, azon belül Észak-Rajna-Vesztfália tartományban. Lakosainak száma 12 643 fő (2023. december 31.). Steinheim Altenbeken, Schieder-Schwalenberg, Horn-Bad Meinberg, Bad Driburg és Nieheim községekkel határos.

## Népesség
A település népességének változása:
| Lakosok száma | 12 124 | 12 757 | 12 760 | 12 657 | 12 572 | 12 612 | 12 643 |
|               | 1975   | 2014   | 2017   | 2019   | 2021   | 2022   | 2023   |